# Виктор Радојевић
Виктор Радојевић (Београд, 14. јул 2004) српски је фудбалер који тренутно наступа за ТСЦ из Бачке Тополе.

## Каријера
Радојевић је фудбал почео да тренира у Младеновцу, а затим је прошао све млађе категорије београдске Црвене звезде. Крајем јула 2022. потписао је четворогодишњи уговор с клубом, а затим је прослеђен екипи Графичара. Првом тиму Црвене звезде прикључен је током зимске паузе у сезони 2023/24. Дебитовао је у 20. колу Суперлиге Србије, заменивши на терену Милана Родића након једног часа игре против Вождовца. За Графичар је, у складу с установљеним Правилником, наставио да наступа и у наставку сезоне.
У августу 2024. године потписао је за ТСЦ из Бачке Тополе.

## Репрезентација
Радојевић је за пионирску репрезентацију Србије наступио на пријатељској утакмици са Уједињеним Арапским Емиратима у августу 2018. Наредне године је позван за Турнир „Влатко Марковић“ који је одржан у Медулину. У узрасту до 16 година старости дебитовао је на турниру Пут звезда у Москви. Играо је и за кадетску репрезентацију, али је Европско првенство за његово годиште отказано услед пандемије ковида 19. У узрасту до 18 година старости носио је капитенску траку, док је за омладинску репрезентацију дебитовао на Меморијалном турниру „Стеван Вилотић Ћеле”. Наступао је и у квалификацијама за Европско првенство, које је Србија окончала без пласмана на завршни турнир.

## Статистика

### Клупска
Ажурирано 3. маја 2024.
|                      |          |                  |    |   |   |   |   |   |   |   |    |   |  |  |
| Графичар (позајмица) | 2022/23. | Прва лига Србије | 22 | 0 | 1 | 0 | — | — | — | — | 23 | 0 |  |  |
| Графичар (позајмица) | 2023/24. | Прва лига Србије | 25 | 1 | 2 | 0 | — | — | — | — | 27 | 1 |  |  |
| Графичар (позајмица) | Укупно   | Укупно           | 47 | 1 | 3 | 0 | — | — | — | — | 50 | 1 |  |  |
|                      |          |                  |    |   |   |   |   |   |   |   |    |   |  |  |
| Црвена звезда        | 2023/24. | Суперлига Србије | 3  | 0 | 1 | 0 | — | — | — | — | 4  | 0 |  |  |
|                      |          |                  |    |   |   |   |   |   |   |   |    |   |  |  |
| Каријера             | Каријера | Каријера         | 50 | 1 | 4 | 0 | — | — | — | — | 54 | 1 |  |  |
|                      |          |                  |    |   |   |   |   |   |   |   |    |   |  |  |

### Утакмице у дресу репрезентације
| Репрезентација Србије у узрасту до 15 година старости | Репрезентација Србије у узрасту до 15 година старости                    | Репрезентација Србије у узрасту до 15 година старости                    | Репрезентација Србије у узрасту до 15 година старости                    | Репрезентација Србије у узрасту до 15 година старости                    | Репрезентација Србије у узрасту до 15 година старости                    | Репрезентација Србије у узрасту до 15 година старости                    | Репрезентација Србије у узрасту до 15 година старости | Репрезентација Србије у узрасту до 15 година старости | Репрезентација Србије у узрасту до 15 година старости |
| #                                                     | Датум                                                                    | Такмичење                                                                | Локација                                                                 | Домаћин                                                                  | Резултат                                                                 | Гост                                                                     | Мин.                                                  | Гол                                                   | Реф.                                                  |
| ----------------------------------------------------- | ------------------------------------------------------------------------ | ------------------------------------------------------------------------ | ------------------------------------------------------------------------ | ------------------------------------------------------------------------ | ------------------------------------------------------------------------ | ------------------------------------------------------------------------ | ----------------------------------------------------- | ----------------------------------------------------- | ----------------------------------------------------- |
| 1.                                                    | 16. август 2018.                                                         | Пријатељска утакмица                                                     | Кућа фудбала, Стара Пазова                                               | Србија                                                                   | 2 : 0                                                                    | Уједињени Арапски Емирати                                                |                                                       | [ 10 ]                                                |                                                       |
| 2.                                                    | 10. април 2019.                                                          | Турнир „Влатко Марковић”                                                 | Медулин, Хрватска                                                        | Србија                                                                   | 2 : 3                                                                    | Јужна Кореја                                                             |                                                       | [ 20 ]                                                |                                                       |
| 3.                                                    | 11. април 2019.                                                          | Турнир „Влатко Марковић”                                                 | Медулин, Хрватска                                                        | Грчка                                                                    | 2 : 0                                                                    | Србија                                                                   |                                                       | [ 21 ]                                                |                                                       |
| 4.                                                    | 14. април 2019.                                                          | Турнир „Влатко Марковић”                                                 | Медулин, Хрватска                                                        | Србија                                                                   | 4 : 1                                                                    | Кина                                                                     |                                                       | [ 22 ]                                                |                                                       |
| 4                                                     | Укупан број утакмица, постигнутих погодака и минута проведених на терену | Укупан број утакмица, постигнутих погодака и минута проведених на терену | Укупан број утакмица, постигнутих погодака и минута проведених на терену | Укупан број утакмица, постигнутих погодака и минута проведених на терену | Укупан број утакмица, постигнутих погодака и минута проведених на терену | Укупан број утакмица, постигнутих погодака и минута проведених на терену | 0                                                     |                                                       |                                                       |

| Репрезентација Србије у узрасту до 16 година старости | Репрезентација Србије у узрасту до 16 година старости                    | Репрезентација Србије у узрасту до 16 година старости                    | Репрезентација Србије у узрасту до 16 година старости                    | Репрезентација Србије у узрасту до 16 година старости                    | Репрезентација Србије у узрасту до 16 година старости                    | Репрезентација Србије у узрасту до 16 година старости                    | Репрезентација Србије у узрасту до 16 година старости | Репрезентација Србије у узрасту до 16 година старости | Репрезентација Србије у узрасту до 16 година старости |
| #                                                     | Датум                                                                    | Такмичење                                                                | Локација                                                                 | Домаћин                                                                  | Резултат                                                                 | Гост                                                                     | Мин.                                                  | Гол                                                   | Реф.                                                  |
| ----------------------------------------------------- | ------------------------------------------------------------------------ | ------------------------------------------------------------------------ | ------------------------------------------------------------------------ | ------------------------------------------------------------------------ | ------------------------------------------------------------------------ | ------------------------------------------------------------------------ | ----------------------------------------------------- | ----------------------------------------------------- | ----------------------------------------------------- |
| 1.                                                    | 21. август 2019.                                                         | Турнир „Пут звезда”                                                      | Арена Чертавово                                                          | Русија                                                                   | 2 : 3                                                                    | Србија                                                                   |                                                       | [ 23 ]                                                |                                                       |
| 2.                                                    | 23. август 2019.                                                         | Турнир „Пут звезда”                                                      |                                                                          | Узбекистан                                                               | 3 : 0                                                                    | Србија                                                                   |                                                       | [ 24 ]                                                |                                                       |
| 3.                                                    | 24. август 2019.                                                         | Турнир „Пут звезда”                                                      |                                                                          | Србија                                                                   | 0 : 1                                                                    | Турска                                                                   |                                                       | [ 25 ]                                                |                                                       |
| 4.                                                    | 5. новембар 2019.                                                        | Пријатељска утакмица                                                     | Академија Дунајска Стреда                                                | Словачка                                                                 | 2 : 1                                                                    | Србија                                                                   |                                                       | [ 26 ]                                                |                                                       |
| 5.                                                    | 7. новембар 2019.                                                        | Пријатељска утакмица                                                     | Академија Дунајска Стреда                                                | Словачка                                                                 | 0 : 0                                                                    | Србија                                                                   |                                                       | [ 27 ]                                                |                                                       |
| 5                                                     | Укупан број утакмица, постигнутих погодака и минута проведених на терену | Укупан број утакмица, постигнутих погодака и минута проведених на терену | Укупан број утакмица, постигнутих погодака и минута проведених на терену | Укупан број утакмица, постигнутих погодака и минута проведених на терену | Укупан број утакмица, постигнутих погодака и минута проведених на терену | Укупан број утакмица, постигнутих погодака и минута проведених на терену | 0                                                     |                                                       |                                                       |

| Репрезентација Србије у узрасту до 17 година старости | Репрезентација Србије у узрасту до 17 година старости | Репрезентација Србије у узрасту до 17 година старости | Репрезентација Србије у узрасту до 17 година старости | Репрезентација Србије у узрасту до 17 година старости | Репрезентација Србије у узрасту до 17 година старости | Репрезентација Србије у узрасту до 17 година старости | Репрезентација Србије у узрасту до 17 година старости | Репрезентација Србије у узрасту до 17 година старости | Репрезентација Србије у узрасту до 17 година старости |
| #                                                     | Датум                                                 | Такмичење                                             | Локација                                              | Домаћин                                               | Резултат                                              | Гост                                                  | Гол                                                   | Реф.                                                  |                                                       |
| ----------------------------------------------------- | ----------------------------------------------------- | ----------------------------------------------------- | ----------------------------------------------------- | ----------------------------------------------------- | ----------------------------------------------------- | ----------------------------------------------------- | ----------------------------------------------------- | ----------------------------------------------------- | ----------------------------------------------------- |
| 1.                                                    | 15. септембар 2020.                                   | Пријатељска утакмица                                  | Спортски центар ФС Бугарске, Софија                   | Бугарска                                              | 0 : 2                                                 | Србија                                                |                                                       | [ 28 ]                                                |                                                       |
| 2.                                                    | 17. септембар 2020.                                   | Пријатељска утакмица                                  | Спортски центар ФС Бугарске, Софија                   | Бугарска                                              | 1 : 2                                                 | Србија                                                |                                                       | [ 29 ]                                                |                                                       |
| 3.                                                    | 10. март 2021.                                        | Пријатељска утакмица                                  | Сегедин, Мађарска                                     | Мађарска                                              | 4 : 3                                                 | Србија                                                |                                                       | [ 30 ]                                                |                                                       |
| 3                                                     | Укупан број утакмица и постигнутих погодака           | Укупан број утакмица и постигнутих погодака           | Укупан број утакмица и постигнутих погодака           | Укупан број утакмица и постигнутих погодака           | Укупан број утакмица и постигнутих погодака           | Укупан број утакмица и постигнутих погодака           | 0                                                     |                                                       |                                                       |

| Репрезентација Србије у узрасту до 18 година старости | Репрезентација Србије у узрасту до 18 година старости                    | Репрезентација Србије у узрасту до 18 година старости                    | Репрезентација Србије у узрасту до 18 година старости                    | Репрезентација Србије у узрасту до 18 година старости                    | Репрезентација Србије у узрасту до 18 година старости                    | Репрезентација Србије у узрасту до 18 година старости                    | Репрезентација Србије у узрасту до 18 година старости | Репрезентација Србије у узрасту до 18 година старости | Репрезентација Србије у узрасту до 18 година старости |
| #                                                     | Датум                                                                    | Такмичење                                                                | Локација                                                                 | Домаћин                                                                  | Резултат                                                                 | Гост                                                                     | Гол                                                   | Реф.                                                  |                                                       |
| ----------------------------------------------------- | ------------------------------------------------------------------------ | ------------------------------------------------------------------------ | ------------------------------------------------------------------------ | ------------------------------------------------------------------------ | ------------------------------------------------------------------------ | ------------------------------------------------------------------------ | ----------------------------------------------------- | ----------------------------------------------------- | ----------------------------------------------------- |
| 1.                                                    | 20. април 2021.                                                          | Пријатељска утакмица                                                     | Тренинг центaр ФС БиХ, Зеница                                            | Босна и Херцеговина                                                      | 0 : 1                                                                    | Србија                                                                   |                                                       | [ 31 ]                                                |                                                       |
| 2.                                                    | 22. април 2021.                                                          | Пријатељска утакмица                                                     | Тренинг центaр ФС БиХ, Зеница                                            | Босна и Херцеговина                                                      | 0 : 1                                                                    | Србија                                                                   |                                                       | [ 32 ]                                                |                                                       |
| 3.                                                    | 21. септембар 2021.                                                      | Пријатељска утакмица                                                     | Стадион ННЦ Брдо, Крањ                                                   | Словенија                                                                | 1 : 4                                                                    | Србија                                                                   |                                                       | [ 33 ]                                                |                                                       |
| 4.                                                    | 23. септембар 2021.                                                      | Пријатељска утакмица                                                     | Стадион ННЦ Брдо, Крањ                                                   | Словенија                                                                | 1 : 0                                                                    | Србија                                                                   |                                                       | [ 34 ]                                                |                                                       |
| 5.                                                    | 7. октобар 2021.                                                         | Пријатељска утакмица                                                     | Стадион Карађорђе, Нови Сад                                              | Србија                                                                   | 1 : 1                                                                    | Италија                                                                  |                                                       | [ 35 ]                                                |                                                       |
| 6.                                                    | 9. октобар 2021.                                                         | Пријатељска утакмица                                                     | Стадион Карађорђе, Нови Сад                                              | Србија                                                                   | 1 : 2                                                                    | Италија                                                                  |                                                       | [ 36 ]                                                |                                                       |
| 7.                                                    | 3. јун 2022.                                                             | Пријатељска утакмица                                                     | Кућа фудбала, Стара Пазова                                               | Србија                                                                   | 0 : 3                                                                    | Румунија                                                                 |                                                       | [ 37 ]                                                |                                                       |
| 7                                                     | Укупан број утакмица, постигнутих погодака и минута проведених на терену | Укупан број утакмица, постигнутих погодака и минута проведених на терену | Укупан број утакмица, постигнутих погодака и минута проведених на терену | Укупан број утакмица, постигнутих погодака и минута проведених на терену | Укупан број утакмица, постигнутих погодака и минута проведених на терену | Укупан број утакмица, постигнутих погодака и минута проведених на терену | 0                                                     |                                                       |                                                       |

| Репрезентација Србије у узрасту до 19 година старости | Репрезентација Србије у узрасту до 19 година старости                    | Репрезентација Србије у узрасту до 19 година старости                    | Репрезентација Србије у узрасту до 19 година старости                    | Репрезентација Србије у узрасту до 19 година старости                    | Репрезентација Србије у узрасту до 19 година старости                    | Репрезентација Србије у узрасту до 19 година старости                    | Репрезентација Србије у узрасту до 19 година старости | Репрезентација Србије у узрасту до 19 година старости | Репрезентација Србије у узрасту до 19 година старости |
| #                                                     | Датум                                                                    | Такмичење                                                                | Локација                                                                 | Домаћин                                                                  | Резултат                                                                 | Гост                                                                     | Мин.                                                  | Гол                                                   | Реф.                                                  |
| ----------------------------------------------------- | ------------------------------------------------------------------------ | ------------------------------------------------------------------------ | ------------------------------------------------------------------------ | ------------------------------------------------------------------------ | ------------------------------------------------------------------------ | ------------------------------------------------------------------------ | ----------------------------------------------------- | ----------------------------------------------------- | ----------------------------------------------------- |
| 1.                                                    | 22. септембар 2022.                                                      | Меморијални турнир „Стеван Вилотић Ћеле”                                 | Градски стадион, Суботица                                                | Србија                                                                   | 3 : 1                                                                    | Финска                                                                   |                                                       | [ 38 ]                                                |                                                       |
| 2.                                                    | 24. септембар 2022.                                                      | Меморијални турнир „Стеван Вилотић Ћеле”                                 | Стадион Милан Средановић, Кула                                           | Србија                                                                   | 0 : 3                                                                    | Португалија                                                              |                                                       | [ 39 ]                                                |                                                       |
| 3.                                                    | 17. новембар 2022.                                                       | Квалификације за Европско првенство                                      | Тренинг центар Петар Милошевски, Скопље                                  | Северна Македонија                                                       | 1 : 2                                                                    | Србија                                                                   |                                                       | [ 40 ]                                                |                                                       |
| 4.                                                    | 20. новембар 2022.                                                       | Квалификације за Европско првенство                                      | Стадион Ђорче Петров, Скопље                                             | Србија                                                                   | 4 : 0                                                                    | Сан Марино                                                               |                                                       | [ 41 ]                                                |                                                       |
| 5.                                                    | 23. новембар 2022.                                                       | Квалификације за Европско првенство                                      | Стадион Ђорче Петров, Скопље                                             | Србија                                                                   | 2 : 0                                                                    | Норвешка                                                                 |                                                       | [ 42 ]                                                |                                                       |
| 6.                                                    | 22. март 2023.                                                           | Квалификације за Европско првенство                                      | Тренинг центар Краковије                                                 | Србија                                                                   | 1 : 0                                                                    | Летонија                                                                 |                                                       | [ 43 ]                                                |                                                       |
| 7.                                                    | 25. март 2023.                                                           | Квалификације за Европско првенство                                      | Стадион Гарбарниа, Краков                                                | Србија                                                                   | 1 : 3                                                                    | Израел                                                                   |                                                       | [ 44 ]                                                |                                                       |
| 7                                                     | Укупан број утакмица, постигнутих погодака и минута проведених на терену | Укупан број утакмица, постигнутих погодака и минута проведених на терену | Укупан број утакмица, постигнутих погодака и минута проведених на терену | Укупан број утакмица, постигнутих погодака и минута проведених на терену | Укупан број утакмица, постигнутих погодака и минута проведених на терену | Укупан број утакмица, постигнутих погодака и минута проведених на терену | 0                                                     |                                                       |                                                       |